# Solomon Sirilio
Solomon Sirilio, in ebraico סיריליאו‎? (Spagna, 1485 – Gerusalemme, 1554), è stato un rabbino spagnolo, talmudista e halakhista, figlio di Joseph Sirilio, fu l'autore di uno dei primi commentari al Seder Zeraim del Talmud gerosolimitano (Yerushalmi).

## Biografia
Solomon Sirilio era bambino in Spagna quando gli ebrei furono espulsi nel 1492 e, dopo molte peripezie, arrivò con la famiglia a Salonicco in Grecia dove si stabilì.
Studiò giurisprudenza ebraica ed etica presso la yeshivah principale della città, finché giunse ad insegnare tali materie egli stesso, andando per questo anche ad Adrianopoli. Nel 1532 emigrò nella Palestina ottomana e si stabilì a Safed. A causa di una disputa con Rabbi Jacob Berab, lasciò poi Safed e si spostò a Gerusalemme.
A Gerusalemme Sirilio diffuse la Torah tra i suoi discepoli che venivano a studiare nel collegio, divenendo molto apprezzato e famoso anche per un importante commentario che scrisse sul Talmud gerosolimitano, esaminando l'Ordine noto come Zeraim ed il trattato Sheḳalim.
Il suo commentario fu uno dei primi scritti sul Yerushalmi, sebbene rimanesse in forma di manoscritto fino al 1875, quando fu stampato per la prima volta a Magonza da Meir Lehmann. Fino ai tardi anni 1950, solo tre trattati talmudici col commentario di Sirilio furono pubblicati: Berakhot (Magonza, 1875); Terumot (Gerusalemme, 1934); Shevi'it (Gerusalemme, 1935), sebbene copie manoscritte dell'originale fossero disponibili, come dimostrato da David Solomon Sassoon. Rabbi Sirilio, nella sua introduzione al trattato Berakhot, scrive che fu ispirato a comporre un commentario del Seder Zeraim dopo aver visto un vecchio commentario scritto nello glosse del Talmud gerosolimitano (Seder Moed), fatte da uno dei rabbini di Salonicco. Scrive: "Vidi... che questi trattati (Seder Zeraim del Talmud di Gerusalemme) non avevano proprio nessun commentario, mentre persino le Ghemara stesse non sono accurate, ma tutte piene di alterazioni. Inoltre, non ho trovato nella mia generazione un uomo saggio esperto di Talmud." Il metodo di delucisazione di Sirilio eccelle in lucidità e si basa principalmente sul commentario di Rashi. Nell'introduzione al trattato Berakhot (parte II), espone i significati delle parole difficili tipicamente impiegate nel Talmud di Gerusalemme e che non siano state chiarite dall'Aruk (Rabbi Nathan ben Jehiel di Roma).
Molti dei suoi contemporanei, nei rispettivi responsa scritti, tra cui quelli di Rabbi Yosef Karo (Beit Yosef), citano le sue interpretazioni, considerandole autorevoli. Dopo la morte del Rabbino capo di Gerusalemme, Rabbi Levi ibn Habib (detto ha-Ralbach), Rabbi Sirilio divenne il saggio più rinomato della città, fino alla morte alcuni anni dopo.

## Lascito
Una copia del commentario talmudico di Rabbi Solomon Sirilio è attualmente conservato presso il British Museum, acquisito da Yehudah Zeraḥya Azulai dai suoi eredi.
L'edizione Oiz Vehodor (e l'edizione Artscroll, che usa l'impaginazione Oiz Vehodor) del Talmud di Gerusalemme in ebraico ora include il commentario dell'intero Seder Zeraim.